# Platocoelotes polyptychus
Platocoelotes polyptychus är en spindelart som beskrevs av Xu och Li 2007. Platocoelotes polyptychus ingår i släktet Platocoelotes och familjen mörkerspindlar. Inga underarter finns listade i Catalogue of Life.